# إيفايلو ديميتروف (لاعب كرة قدم)
إيفايلو ديميتروف (بالبلغارية: Ивайло Димитров)‏ هو لاعب كرة قدم بلغاري في مركز الوسط، ولد في 26 يونيو 1987 في بلوفديف في بلغاريا. لعب مع سبارتاك بلوفديف ونادي بوتيف بلوفديف ونادي لوكوموتيف بلوفديف ونادي لوكوموتيف صوفيا.

## وصلات خارجية
- إيفايلو ديميتروف على موقع قاعدة بيانات كرة القدم.إي يو (الإنجليزية)
- إيفايلو ديميتروف على موقع Soccerway.com (الإنجليزية)